# Крапина
Кра́пина (хорв. Krapina) — город на севере Хорватии, административный центр и крупнейший город Крапинско-Загорской жупании, крупнейший город Хорватского Загорья. Население города — 4 471 человек, а муниципального округа — 12 480 человек (2011).

## Общие сведения
Крапина — исторический центр региона Хорватское Загорье. Она расположена в 45 км к северу от Загреба и на таком же расстоянии к юго-западу от Вараждина. В 15 км к востоку от города находится Лепоглава, в 20 км к югу — Забок. В 15 км к северу от города проходит граница со Словенией.
Рядом с городом проходит автобан А2 Загреб — Марибор — Грац. Другая дорога ведёт через Лепоглаву и Иванец в Вараждин. Через город проходит железнодорожная ветка Загреб — Крапина — Целе.

## История
Впервые Крапина упомянута в 1193 году. В Средние века город был епископской резиденцией, в 1647 году был построен кафедральный собор Крапины, в том же веке заложен барочный францисканский монастырь.
Также Крапина упоминается в легенде об образовании чешского народа, описанной в книге Прокопа Слободы:

Хорошо знаю, что известно многим, но не всем, как некогда из этой крапинской местности, по исчислению Петра Кодицилюса и многих других, в 278 году, ушел очень знатный вельможа Чех с братьями своими Лехом и Руссом, а равно со всеми своими приятелями и родом, из-за того, что они не могли уже переносить те великие нападки и притеснения, которые делали им римляне, а особенно начальник римских войск Аврелий, который охранял Иллирию вооруженной рукой и настолько притеснял его род, что Чех со своими поднял против него восстание и вывел его из числа живых. И вследствие этого, боясь могучей руки римлян, покинул Крапину, своё отечество. Целых 14 лет служил он с Салманином, с сыном Цирципана, в то время правителя и будущего вождя богемского народа…— SlobodaProkop, franceskan. Preporodjeniceh, alitisvetostisvetostisv. Prokopa vu domovini Ceha, Krapine. V Zagrebu pri Fr. X. Zeran. Seki 1767
Содержание этой легенды полностью согласуется с римскими хрониками, которые повествуют о восстании Марка Аврелия Кара в Норике и Ретии в 282 году, в результате которого восставшими был убит римский император Марк Аврелий Проб и власть перешла к Кару.
В период владычества Габсбургов Крапина и всё Загорье были популярны у австрийской и хорватской аристократии в качестве места летнего отдыха благодаря живописным пейзажам и близости к Загребу и Вараждину.
В 1809 году в Крапине родился выдающийся хорватский просветитель, лингвист, создатель хорватского алфавита Людевит Гай.
Мировая слава к городу пришла в 1899 году, когда в окрестных пещерах хорватский палеонтолог Драгутин Горьянович-Крамбергер нашёл более 800 костей неандертальцев. Исследование ископаемых останков позволило палеонтологам выделить подвид неандертальцев, названный по месту находки Homo krapiniensis (название более не применяется).

## Достопримечательности и праздники
- Францисканский монастырь. Основан в XVII веке. В нём собрано большое количество предметов искусства XVII и XVIII века.
- Кафедральный собор. Построен в 1647 году.
- Церковь св. Марии Иерусалимской. Построена в стиле барокко в 1761 году в деревне Тршски Врх рядом с городом.
- Музей Людевита Гая. Находится в родном доме лингвиста.
- Фольклорный праздник «Кайкавске попевке» — ежегодный фольклорный музыкальный фестиваль, названный в честь кайкавского диалекта хорватского языка, распространённого на севере и северо-западе страны.
- В 23 км расположен замок Тракошчан.

### Неандертальцы Крапина
В Крапина расположен палеонтологический музей посвящённый находкам местной стоянки неандертальцев. Находки позволили провести реконструкцию внешнего облика и среды обитания крапинских неандертальцев, было установлено, что они практиковали каннибализм и болели раком. Высокая распространённость анатомических вариантов первого шейного позвонка, известного как атлант, указывает на низкое генетическое разнообразие как в популяции неандертальцев из Крапины, живших 130 тыс. л. н., так и в популяции неандертальцев из Эль-Сидрона, живших 49 тыс. лет назад.